# Lophotyna hoenei
Lophotyna hoenei là một loài bướm đêm trong họ Noctuidae.